# Polystichum garhwalicum
Polystichum garhwalicum är en träjonväxtart som beskrevs av Nair och Nag. Polystichum garhwalicum ingår i släktet Polystichum och familjen Dryopteridaceae. Inga underarter finns listade.